# عمه لفظي سمعي
العمه اللفظي السمعي، يُعرف أيضًا باسم الحبسة السمعية البحتة، هو عدم القدرة على فهم الكلام. يفقد المصابون بهذا الاضطراب القدرة على فهم اللغة وتكرار الكلمات والكتابة عن الإملاء. يصف بعض المرضى الذين يعانون من العمه اللفظي السمعي سماعهم للغة المنطوقة على أنها أصوات لا معنى لها، وكأن الشخص يتحدث بلغة أجنبية. مع ذلك، تبقى القدرة على التحدث العفوي والقراءة والكتابة سليمة. تبقى أيضًا قدرة المرضى على معالجة المعلومات السمعية غير الكلامية، كالموسيقى، أفضل نسبيًا من قدرتهم على فهم اللغة المنطوقة. يستطيع المصابون بالحبسة السمعية البحتة أيضًا التعرف على الأصوات غير اللفظية. يحتفظ المرضى بالقدرة على تفسير اللغة عن طريق قراءة الشفاه وإيماءات اليد وإشارات السياق. في بعض الأحيان، يسبق هذا العمه صمم قشري. وثق الباحثون أنه لدى معظم المرضى الذين يعانون من العمه اللفظي السمعي، يكون التمييز بين الحروف الساكنة أصعب من تمييز حروف العلة، لكن، كمعظم الاضطرابات العصبية، هناك تباين بين المرضى.
يختلف العمه اللفظي السمعي عن العمه السمعي؛ فيكون نظام فهم الكلام لدى المصابين بالعمه السمعي (غير اللفظي) سليم نسبيًا رغم ضعف قدرتهم على التعرف على الأصوات غير اللفظية.

## الأعراض
يوصف العمه اللفظي السمعي بالعمه البحت لأنه يتمتع بدرجة عالية من النوعية. رغم فقدان القدرة على فهم الكلام، يحتفظ المصابون بالعمه اللفظي السمعي عادةً بالقدرة على سماع ومعالجة المعلومات السمعية غير الكلامية والتحدث والقراءة والكتابة. تشير هذه النوعية إلى وجود فصل بين القدرة على إدراك الكلام والمعالجة السمعية غير الكلامية والمعالجة اللغوية المركزية. لدعم هذه النظرية، هناك حالات استجابت فيها اضطرابات المعالجة الكلامية وغير الكلامية بشكل مختلف للعلاج. مثلًا، عملت بعض العلاجات على تحسين الفهم الكتابي لدى المرضى بمرور الوقت، بينما بقيت القدرة على الكلام ضعيفة للغاية لدى نفس المرضى.

## الأسباب
تبين أن العمه اللفظي السمعي يحدث نتيجة للأورام، خاصةً في البطين الثالث الخلفي، والرضوض، والآفات، واحتشاء الدماغ، والتهاب الدماغ بالهربس (الحلأ البسيط)، ومتلازمة لاندو-كليفنر. ما يزال الموقع الدقيق للضرر الذي تنتج عنه الحبسة السمعية البحتة موضع نقاش، لكنه شمل كل من المستوى الصدغي، و التلفيف الصدغي العلوي الخلفي، وضرر المادة البيضاء في بنى الشع السمعي.
نادرًا ما يُشخص العمه اللفظي السمعي في شكله البحت. يمكن أن يحدث العمه اللفظي السمعي نتيجةً لضرر حاد أو تنكس تدريجي مزمن بمرور الوقت. وُثقت حالات ناتجة عن إصابة حادة في الرأس أدت إلى تلف ثنائي الجانب في الفص الصدغي. في المقابل، تبين أن العمه اللفظي السمعي يتطور بشكل تدريجي على مدى عدة سنوات. في إحدى هذه الحالات، أظهر المريض حبسة سمعية تدريجية على مدى 9 سنوات ولكنه لم يُظهر أي أثر آخر للتدهور المعرفي. أظهر التصوير بالرنين المغناطيسي ضمورًا قشريًا في منطقة الفص الصدغي العلوي الأيسر.
في مرحلة الطفولة، يمكن أيضًا أن يكون سبب العمه اللفظي السمعي هو متلازمة لاندو-كليفنر، والتي تسمى أيضًا الحبسة الصرعية المكتسبة. غالبًا ما يكون سبب العمه اللفظي السمعي أول أعراض هذه المتلازمة. اقترحت مراجعة 45 حالة وجود علاقة بين الإنذار وسن بداية ظهور الأعراض ووجدت أن الإنذار يكون سيئًا للمرضى في حال البداية المبكرة. في حالات نادرة، قد يكون العمه اللفظي السمعي أحد أعراض أمراض التنكس العصبي، مثل مرض آلزهايمر. في مثل هذه الحالات، يتبع العمه اللفظي السمعي عادةً أعراض عصبية أكثر حدة نموذجية لمرض آلزهايمر.